# ديفيد وينتيرز
ديفيد وينتيرز (بالإنجليزية: David Winters)‏ هو لاعب كرة قدم بريطاني، ولد في 7 مارس 1983 في بيزلي في المملكة المتحدة. لعب مع دندي يونايتد ونادي آير يونايتد ونادي دمبرتون ونادي روس كاونتي وهاميلتون أكاديميكال.

## وصلات خارجية
- ديفيد وينتيرز على موقع قاعدة بيانات كرة القدم.إي يو (الإنجليزية)
- ديفيد وينتيرز على موقع Soccerbase.com (لاعب) (الإنجليزية)